# Aega
Aega také Ega (? – 640 nebo 641?) byl v letech 629 až 640 majordomus královského paláce v Neustrii, který spravoval společně s franskou královnou Nanthildou, vdovou po Dagobertovi I. království v době nezletilosti krále Chlodvíka II. V letech 638 až 640 byl zároveň i majordomem burgundského královského paláce. Po jeho smrti v Clichy v roce 639 jmenovala Nanthilda majordomem burgundského domu Flaochada. Majordomem Neustrie neustrijská šlechta zvolila Erchinoalda.